# Pukšič
Pukšič je priimek več znanih oseb:
- Andrej Pukšič, kitarist
- Andreja Pukšič, košarkarica
- Franc Pukšič (*1955), politik
- Janez Pukšič (*1945), fotograf
- Jože Pukšič (1921-2002), agronom, živinorejski strokovnjak
- Marko Pukšič, folklorist
- Milan Pukšič, farmacevt, informatik